# Erkki Pekkilä
Erkki Olavi Pekkilä, född 27 juni 1952 i Kajana, är en finländsk musikforskare.
Pekkilä blev filosofie doktor 1988, docent i etnomusikologi vid Helsingfors universitet 1990 och i musikvetenskap vid Jyväskylä universitet samt i folkmusik vid Sibelius-Akademin 1991. Han var biträdande professor i musikvetenskap vid Jyväskylä universitet 1993–96 och blev professor i ämnet vid Helsingfors universitet från 1999. Han har infört semiotiska infallsvinklar till den etnomusikologiska forskningen i Finland och bedrivit fältarbete bland annat i Bulgarien. Han deltog 1974 i stiftandet av Musiketnologiska sällskapet i Finland (vars ordförande han var 1991–1992) och 1979 i stiftandet av Semiotiska sällskapet i Finland.